# Viola Reggio Calabria 1980-1981
Questa voce raccoglie le informazioni riguardanti la Cestistica Piero Viola nelle competizioni ufficiali della stagione 1980-1981.

## Roster
Rosa della Viola Reggio Calabria per la stagione 1980-1981, che ha disputato il campionato di Serie B (terzo livello dei campionati dell'epoca, dopo Serie A1 e A2)
| Nome              | Nazionalità       |
| ----------------- | ----------------- |
| Massimo Bianchi   | Italia (bandiera) |
| Fausto Lovatti    | Italia (bandiera) |
| Giuseppe La Gioia | Italia (bandiera) |
| Paolo Friz        | Italia (bandiera) |
| Enzo Cioffi       | Italia (bandiera) |
| All: Enzo Porchi  | Italia (bandiera) |

## Risultati

### Serie B
La Cestistica Piero Viola verrà inserita nel girone D concludendo la Stagione Regolare al 2ºposto del suo raggruppamento ottenendo 9 vittorie e 5 sconfitte ed una differenza punti di -2 qualificandosi alla Poule Promozione in Serie A2.

### Poule A2
la Viola accede ai gironi per la promozione nella Serie A2 venendo inserita nel girone B concludendo la fase al 4ºposto conservando la categoria per la stagione successiva ottenendo in questa fase 10 vittorie e 8 sconfitte con una differenza punti di +21